# Cantó de Ginestars

El cantó al departament de l'Aude

El cantó de Ginestars és un cantó francès del departament de l'Aude, a la regió d'Occitània. Està inclòs al districte de Narbona, té 14 municipis i el cap cantonal és Ginestars.

## Municipi
- Argelièrs
- Bisa
- Ginestars
- Malhac
- Mirapeisset
- Auvelhan
- Parasan
- Posòls de Menerbés
- Robian
- Sant Marcèl
- Sant Nazari
- Santa Valièira
- Salèlas d'Aude
- Ventenac Riba d'Aude